# Bahnhof Sanage
Der Bahnhof Sanage (jap. 猿投駅, Sanage-eki) ist ein Bahnhof auf der japanischen Insel Honshū. Er wird vor der Bahngesellschaft Meitetsu (Nagoya Tetsudō) betrieben und befindet sich in der Präfektur Aichi auf dem Gebiet der Stadt Toyota östlich von Nagoya.

## Verbindungen
Sanage ist seit 2004 die nördliche Endstation der Meitetsu Mikawa-Linie. Von hier aus verkehren Lokalzüge im Viertelstundentakt über Umetsubo und Toyotashi im Stadtzentrum Toyotas nach Chiryū; dort bestehen Anschlüsse an Schnell- und Eilzüge nach Nagoya und Toyohashi. An den Bushaltestellen vor dem Haupteingang halten zwei Buslinien der Gesellschaft Toyota Oiden Bus.

## Anlage
Der Bahnhof steht an der Grenze zwischen den Stadtteilen Inouechō im Norden und Aokichō im Süden. In der Umgebung sind unter anderem das städtische Leichtathletikstadion, der Inoue-Park und mehrere Schulen zu finden (darunter die Land- und Forstwirtschaftsschule der Präfektur Aichi). Die Anlage ist von Norden nach Süden ausgerichtet und umfasst drei Gleise, von denen zwei dem Personenverkehr. Diese liegen an einem überdachten Mittelbahnsteig, der durch einen höhengleichen Bahnübergang mit dem Empfangsgebäude an der Westseite verbunden ist. Außerdem führt eine gedeckte Fußgängerbrücke vom westlichen Bahnhofsvorplatz über die ganze Anlage hinweg zur Ostseite.
Trotz seiner Funktion als Endstation ist Sanage als Durchgangsbahnhof konzipiert. Das Streckengleis auf dem stillgelegten Abschnitt in Richtung Nishi-Nakagane wird weiterhin als Abstellanlage für bis zu sechs Züge genutzt; es führt über eine Entfernung von rund zweieinhalb Kilometern bis fast zum nächstgelegenen Bahnhof Mikawa Mifune. Dieses Gleis wird auch als Spitzkehre genutzt, um zum Depot an der Ostseite der Anlage zu gelangen. Es umfasst vier Stumpfgleise, wobei sich zwei in einer Halle und zwei im Freien befinden.
Im Fiskaljahr 2019 nutzten durchschnittlich 4108 Fahrgäste täglich den Bahnhof.

## Gleise
| 1/2 | ▉ Meitetsu Mikawa-LInie | Umetsubo • Toyotashi • Chiryū |

## Bilder

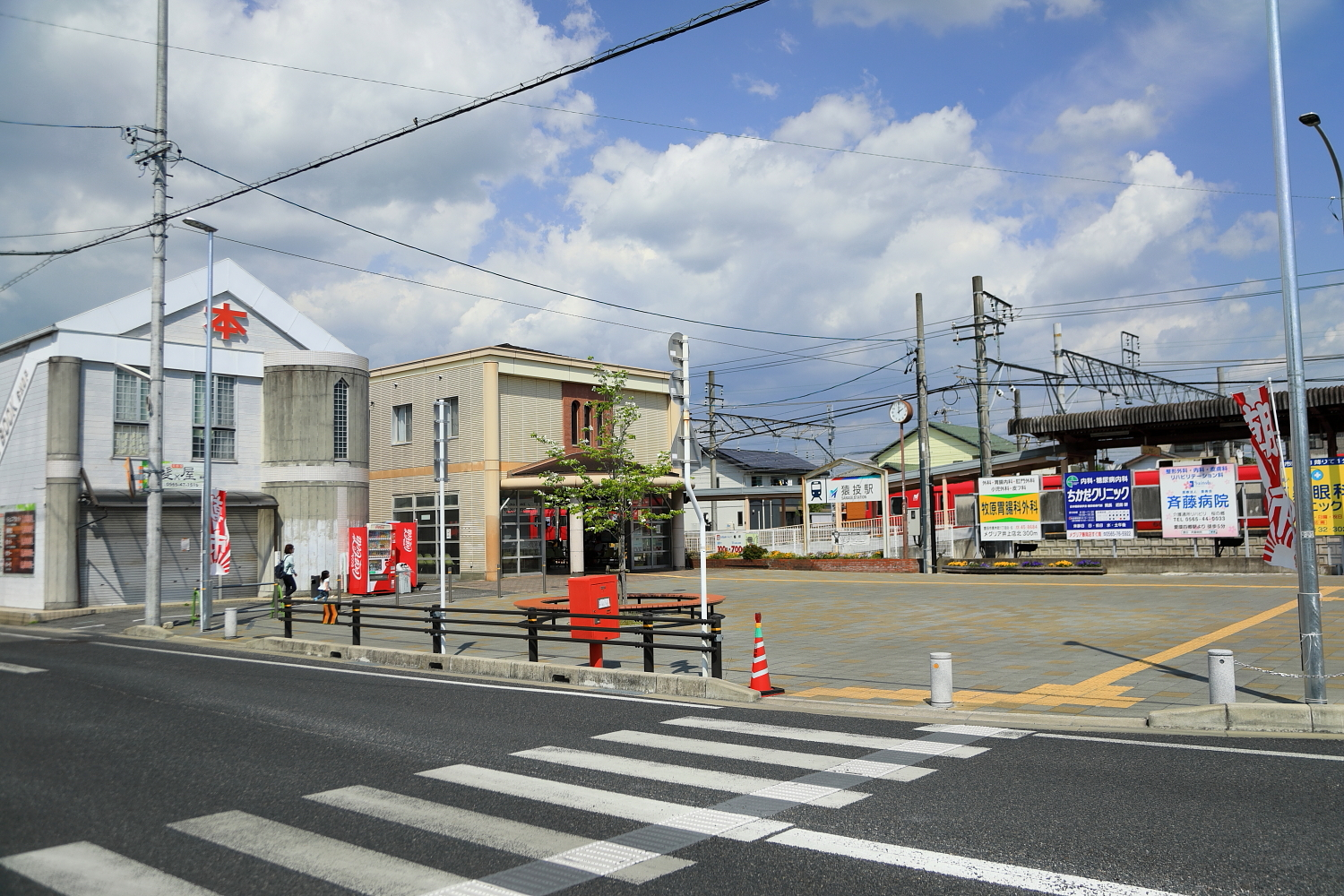
Bahnhofsvorplatz
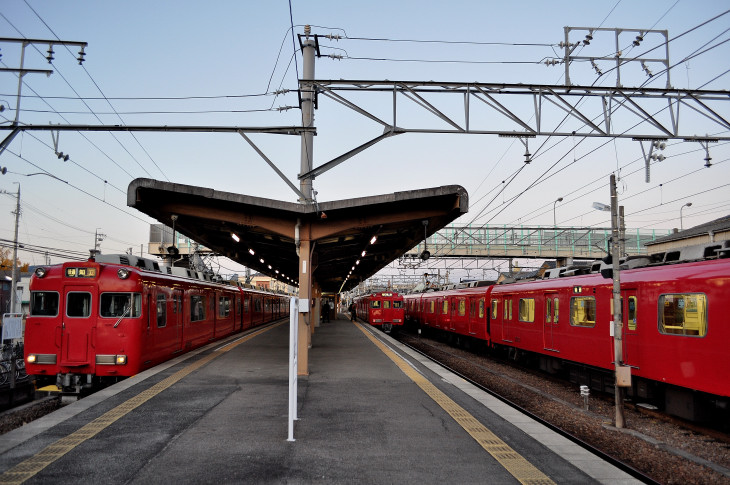
Ansicht des Bahnsteigs
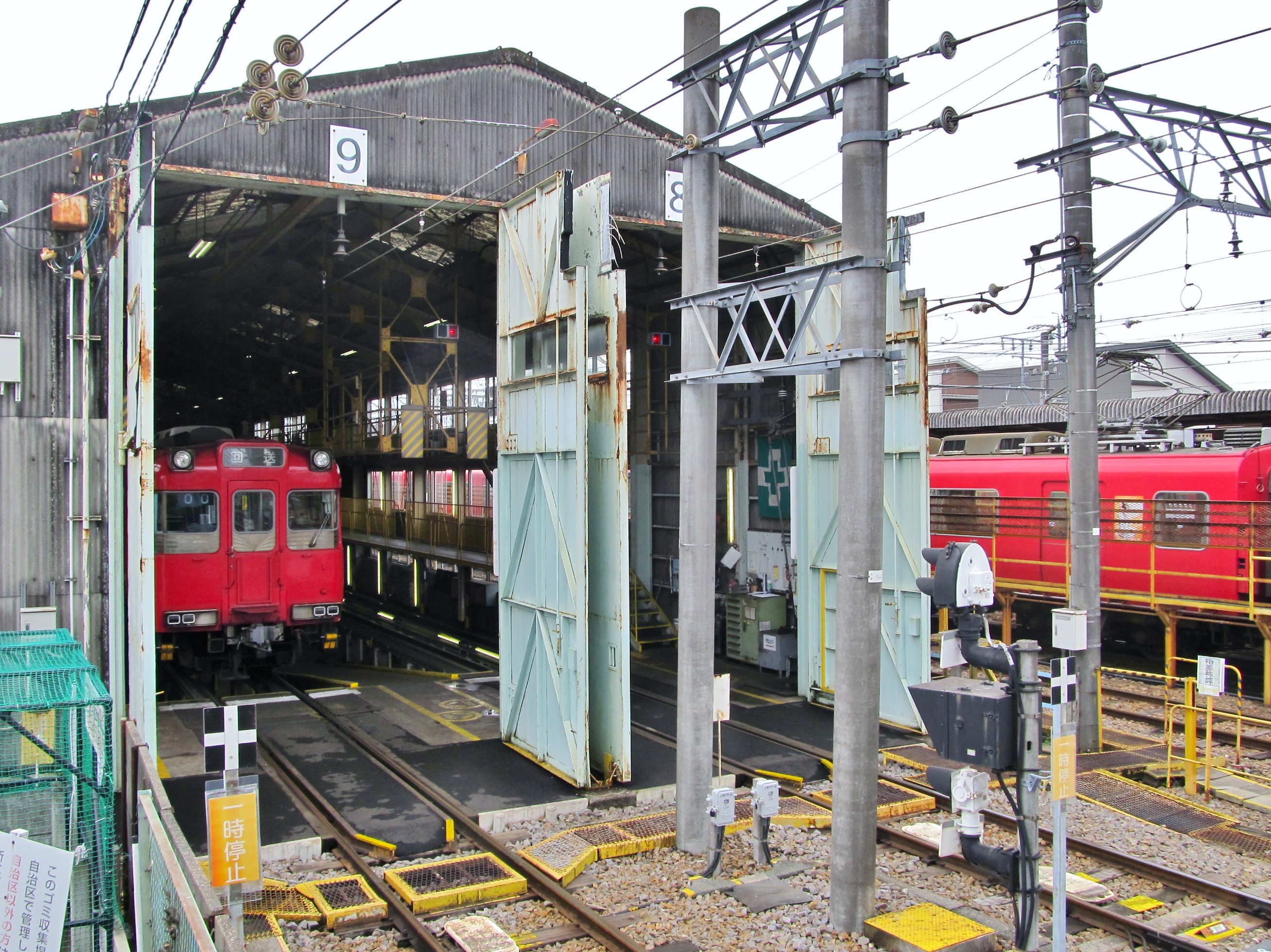
Depot
Gleisplan
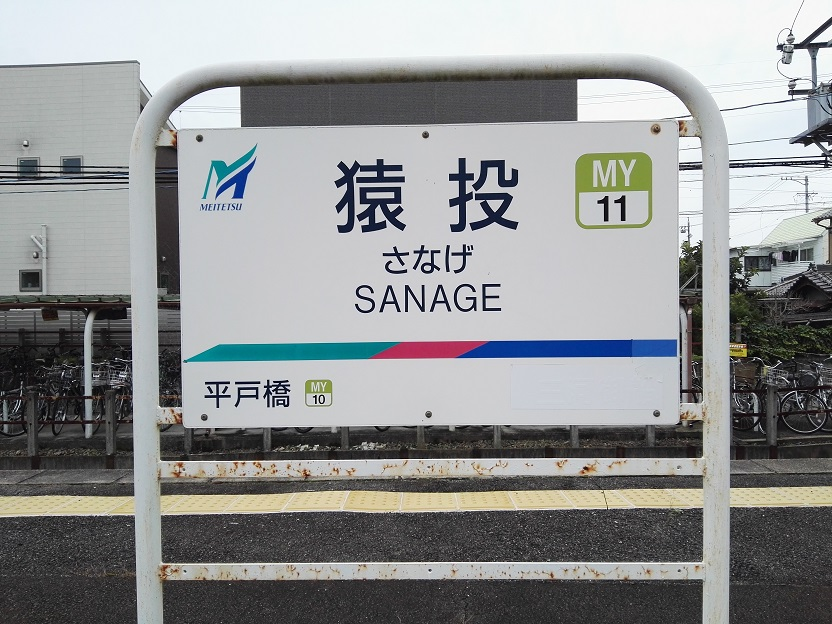
Bahnhofsschild

## Linien
| Verlauf der Meitetsu Mikawa-Linie |
| --- |
| Sanage • Hiratobashi • Koshido • Umetsubo • Toyotashi • Uwa Goromo • Tsuchihashi • Takemura • Wakabayashi • Mikawa Yatsuhashi • Mikawa Chiryū • Chiryū • Shigehara • Kariya • Kariyashi • Ogakie • Yoshihama • Mikawa Takahama • Takahama-minato • Kita-Shinkawa • Shinkawa-machi • Hekinan-chūō • Hekinan |

## Geschichte

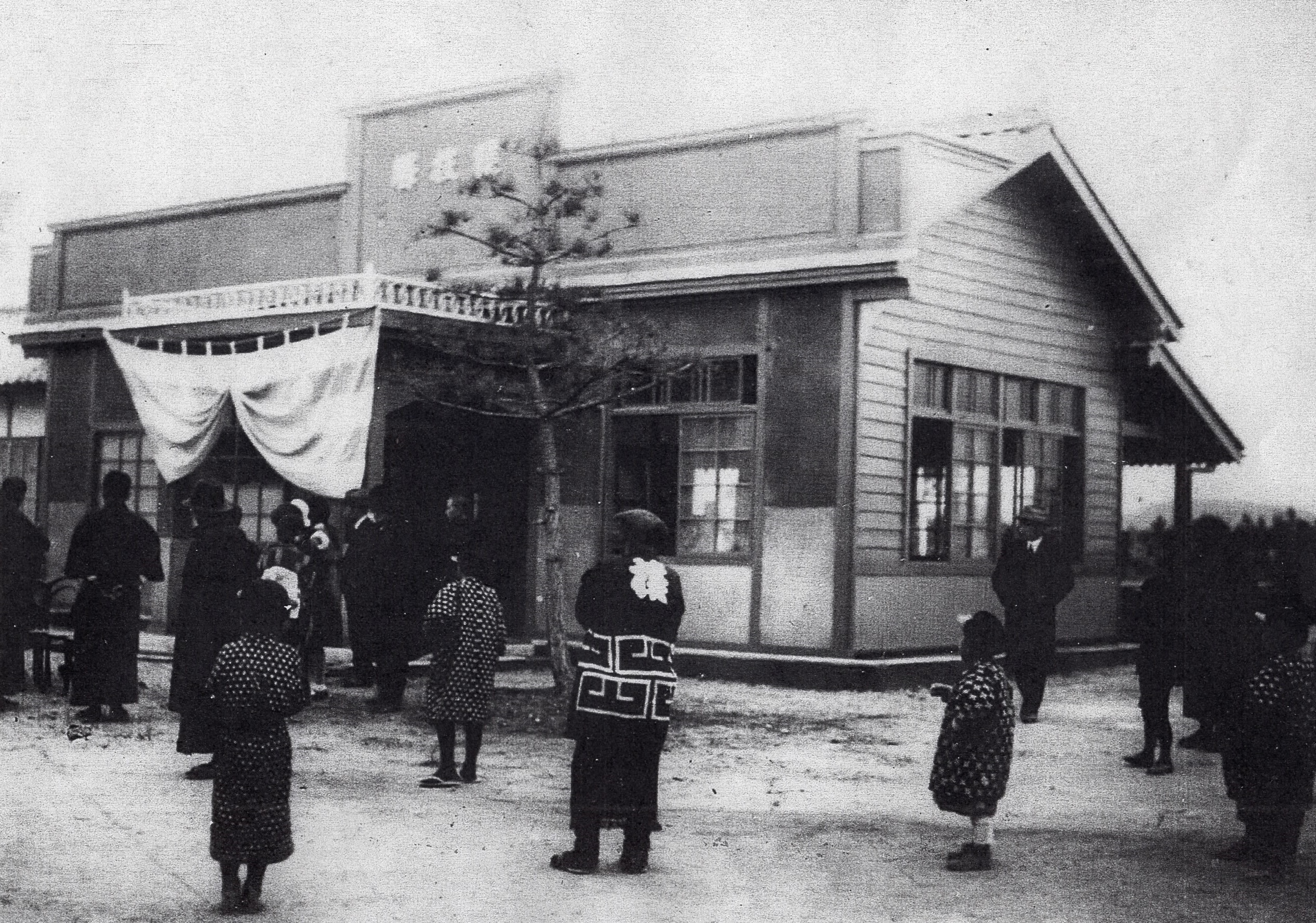
Bahnhof Sanage (1932)

Die Eröffnung des Bahnhofs erfolgte am 31. Oktober 1924 durch die Bahngesellschaft Mikawa Tetsudō, zusammen mit dem Teilstück Koshido–Sanage der später so bezeichneten Mikawa-Linie. Das erste Bahnhofsgebäude entstand durch den Umbau eines ausgedienten Wagenkastens. Zunächst verkehrten Dampfzüge; die Umstellung auf elektrischen Betrieb erfolgte am 5. Februar 1926.  Knapp drei Jahre lang war Sanage die nördliche Endstation, bis zur Inbetriebnahme des Teilstücks nach Shidare am 26. August 1927.
Das Empfangsgebäude wurde im November 1932 durch einen Neubau ersetzt. 1941 ging der Bahnhof in den Besitz der Meitetsu über. Diese nahm am 10. Juni 1979 das neu erbaute Depot in Betrieb, am 1. Januar 1984 stellte sie den Güterumschlag ein. Das Empfangsgebäude von 1932 wurde nach sechs Jahrzehnten abgerissen und wich einem Neubau, der am 13. Oktober 1993 vollendet war. Aus Rentabilitätsgründen legte die Meitetsu den Streckenabschnitt nördlich von Sanage nach Nishi-Nakagane am 1. April 2004 still, seither ist der Bahnhof wieder die Endstation.